# Палацоне (Перуђа)
Палацоне је насеље у Италији у округу Перуђа, региону Умбрија.
Према процени из 2011. у насељу је живело 63 становника. Насеље се налази на надморској висини од 282 м.